# Jean-Marie Benjamin
Pour les articles homonymes, voir Benjamin.
Jean-Marie Benjamin, né le 11 avril 1946 à Salon-de-Provence (Bouches-du-Rhône) est un compositeur de musique, chef d'orchestre, écrivain, réalisateur et producteur de films français. Fonctionnaire des Nations unies auprès de l'UNICEF de 1983 à 1988, il est ordonné prêtre catholique à Rome en 1991 et milite contre la Guerre d'Irak depuis 1998.

## Biographie
De nationalité française, Jean-Marie Benjamin réside en Italie depuis 1975. Il est le frère de l'actrice Joëlle Guillaud.
Il passe son enfance et son adolescence à Céret dans le département français des Pyrénées-Orientales. Il y fait ses études de musique de 14 à 16 ans, puis les continue à Paris dans des cours particuliers. Il est diplômé en guitare classique, joue du piano et des claviers électroniques. Son premier 45 tours, en tant qu’auteur-compositeur-interprète, est enregistré chez Eddie Barclay en 1965 sous le pseudonyme de « Christian Denis », sur des textes de Louis Amade.
En mars 1968, à la suite de la lecture d’un petit livre sur Padre Pio de Pietrelcina, il va à San Giovanni Rotondo et réussit à lui parler personnellement. C’est à la fois son premier voyage en Italie et une expérience spirituelle qui va l'inciter, vingt ans plus tard, à devenir prêtre. En 1969, il publie son premier livre : Les Mystères de Padre Pio.
Auteur de nombreuses compositions musicales, il a enregistré une trentaine de disques (allant de la musique classique et légère à la musique de films, et du disco à la pop music). Il est, entre autres, l’auteur de l'hymne officiel de l’Unicef, Ode to the Child, enregistré à Rome par l’orchestre et les chœurs de la Rai de Rome en avril 1984 et que Paul McCartney inclut son album The Family Way : Variations Concertantes Opus 1. De 1973 à 1988, il compose pour divers chanteurs français, italien, hollandais, allemands et anglais.
De 1983 à 1988, il est fonctionnaire de l’Office des Nations unies à Genève (ONU), comme organisateur d’événements pour l’Unicef, et s’occupe notamment de transmissions télévisuelles en Europe et au Japon, avec la collaboration de Peter Ustinov, d’Audrey Hepburn et autres ambassadeurs de l’Unicef. C’est aussi dans ce cadre qu’il aide, en 1984, Marc Verrière et Françoise Legrand à créer le World Philharmonic Orchestra qui réunit une fois par an des solistes représentant 120 orchestres de 82 pays (concerts à Tokyo, à Oslo pour le Prix Nobel, à Rio de Janeiro…).
En mars 1988, il quitte ses fonctions à l’ONU, retourne une semaine à San Giovanni Rotondo pour célébrer sa rencontre vingt ans plus tôt avec Padre Pio et y prend la décision de faire des études de théologie à Rome. Il est ordonné prêtre le 26 octobre 1991 à l’Almo Collegio Capranica de Rome. De 1991 à 1994, le Jean-Marie Benjamin est l’assistant du cardinal Agostino Casaroli qui, bien qu’ayant quitté ses fonctions de Cardinal secrétaire d'État du Vatican fin 1990, continue d’être un envoyé spécial du Vatican dans le cadre de missions diplomatiques en Europe et dans le monde.
Le fait d’être un prêtre séculier lui permet d’exercer de nombreuses activités. En 1992, il est nommé secrétaire général de la Fondazione Beato Angelico et reprend ses activités de compositeur dans le quartier Santa Maria degli Angeli d’Assise où sont installés son atelier de composition musicale et son laboratoire de montage de films.
En juin 1994, sa pièce de théâtre sur François d'Assise, traduite en russe, est présentée en première mondiale au Théâtre à Moscou au théâtre du  Klemlin. En 1995, il réalise et produit son premier film sur Padre Pio diffusé en italien sur la Rai 1 en avril et mai 1999, ainsi que le 20 juin 2010.
En 2018 il réalise, compose les musiques et produit le film Nous nous lèverons à l'aube (Ci alzeremo all'alba), retransmis sur RAI UNO en août 2019 et distribué aux États-Unis, en Espagne et en Amérique latine. Il film a reçu 11 prix aux États- Unis, au Canada et en Europe.
Depuis 1998, il se consacre à un important travail humanitaire : dénoncer les effets de l'embargo (économique, culturel, aérien) et de la contamination des armes à l'uranium appauvri sur la population irakienne. Il en résulte des livres et des films documentaires qu’il présente souvent dans de nombreuses conférences. Il intervient notamment auprès de l’ONU et autres instances gouvernementales en Europe.

## Activités humanitaires concernant l’Irak
Jean-Marie Benjamin visite l'Irak pour la première fois en avril 1998 afin de réaliser pour la Rai 1 un film documentaire sur la Mésopotamie : Irak: la genèse du temps. Dans le sud de l'Irak, il découvre auprès de la population les effets de la radioactivité des armes à l'uranium appauvri utilisées par les forces anglo-américaines,. De retour en Italie, il décide de consacrer son travail à faire connaître à l'opinion publique la tragique situation du peuple irakien et à dénoncer l’hypocrisie de la « libre information » et la soumission des médias aux anglo-américains,. De 1998 à 2003, il se rend tous les trois mois environ en Irak pour recueillir de la documentation et publie successivement trois livres et réalise deux documentaires : Voyage au royaume interdit et Irak : le dossier caché et un vidéo clip Iraq solidarity action, outils dont il se servira parfois dans de nombreuses interventions en Italie et ailleurs :
- Les 2-3 décembre 1998, il intervient dans un symposium à Bagdad sur l'impact de l’usage d’uranium appauvri sur l’homme et l’environnement[8].
- En 1999, il fonde le Comité Benjamin pour l'Irak (Benjamin Committee for Iraq), intervient auprès du Parlement italien sur la question de l'uranium appauvri et obtient de la Commission des affaires étrangères le vote d'une résolution demandant au gouvernement d’envoyer une équipe d’experts en Irak.
- En juillet 1999, il présente un rapport aux députés du Parlement italien qui conduira à une interpellation de la Chambre des députés sur l'Irak en juillet 2000 et au vote à large majorité demandant que le gouvernement italien rétablisse ses relations diplomatiques avec l'Irak et intervienne auprès de l'ONU pour obtenir l’arrêt de l’embargo.
- En septembre 1999, il publie en français et en italien son livre Irak : l’Apocalypse.
- De 1999 à 2002, il intervient plusieurs fois dans les sessions du Haut-Commissariat des Nations unies aux droits de l'homme à Genève.
- Le 3 avril 2000, pour violer l'embargo aérien, il organise un vol Amman–Bagdad avec le député italien Vittorio Sgarbi, sans informer l'ONU, les autorités jordaniennes et les États-Unis.
- Le 12 avril 2000, il intervient sur les armes à uranium appauvri et leur conséquences sur la population et l'environnement lors d'une conférence sur l'Irak, à Fribourg (Suisse).
- Le 13 septembre 2000, il envoie une lettre en italien expliquant la situation à Kofi Annan, secrétaire général des Nations unies[9].
- De juin à septembre 2000, il prend en charge la coordination internationale de l'organisation d'un vol humanitaire Paris-Bagdad prévu le 29 septembre. Plus de cent personnalités (France, Italie, Suisse, Pays-Bas et Angleterre) du monde de la politique, de la culture, du monde religieux, ainsi que des organisations internationales, des ONG, des artistes et des journalistes ont accepté d’y participer. Mais le vol n’eut pas lieu…[10],[11]. Finalement ce vol eut lieu le 1er décembre 2000.
- Le 29 novembre 2000, il prononce un discours à la Chambre des communes du Parlement du Royaume-Uni.
- En décembre 2001, il présente aux parlements italien et anglais son troisième documentaire Iraq : le dossier caché, consacré aux violations du droit international envers l'Irak.
- En février 2003, il organise la visite du Vice-Premier ministre irakien M. Tareq Aziz en Italie et sa rencontre avec le pape Jean-Paul II[12].
- En septembre 2011 son dernier film Tareq Aziz-The other truth est présenté au Silent River Film Festival de Irvine-Los Angeles et remporte le prix du meilleurs documentaire 2011 River Admiration Award et le River Spirit Award. Le film est présenté à Paris le 15 mars 2012 (studio des Ursulines). Suivront des présentations du film en Espagne, Italie et autres pays européens.

Dans le cadre du programme Pétrole contre nourriture de l’ONU, le régime irakien délivre des bons de pétrole à des personnalités étrangères en contrepartie d'activités de lobbying pour la levée de l'embargo décidé par le Conseil de sécurité des Nations unies après la guerre du Golfe et des pots-de-vin sont versés à des notables et des entreprises de différentes nationalités. Ces informations accusant Jean-Marie Benjamin d'avoir reçu des bons de pétrole du gouvernement de Saddam Hussein sont reprises dans la presse de nombreux pays,,. Début 2002, le père Benjamin est informé que des bons sont à sa disposition, mais il les refuse catégoriquement. Le 25 janvier 2002, il écrit une lettre à Tareq Aziz pour refuser l'offre officiellement
Après une enquête menée par les inspecteurs de l'ONU auprès du ministère du pétrole et d'autres fonctionnaires irakiens, le rapport Volcker indique en octobre 2005 que le père Benjamin n'a jamais accepté de bons de la part de l'Irak. « En janvier 2002, quand une allocation subsidiaire lui a été offerte pour soutenir ses “activités et projets en faveur du peuple irakien”, le père Benjamin a dit aux fonctionnaires de la Somo et à M. Tareq Aziz, en personne et par écrit, qu’il ne pouvait accepter aucune allocation de pétrole. Les registres du Ministère du Pétrole confirment que, bien que des bons d’un total de 5.5 millions de barils ont été concédées au père Benjamin dans la phase XI à XIII, aucune allocation n’a été touchée », précise le rapport.
Malgré cet épisode déplaisant, Jean-Marie Benjamin continue son travail sur l'Iraq. Il est, entre autres, invité à présenter son film Irak radioactivité, le 6 mars 2008, au colloque Guerre et environnement organisé au Sénat par Les Verts et le WWF France.

## Discographie
- 1965 : parution de son premier disque comme compositeur-interprète sous le pseudonyme de Christian Denis, paroles de Louis Amade, comprenant quatre chansons : Revoir Venise, Si tu reviens à Paris, Ma mie ma mie, Paradis sans retour, édité chez Barclay
- 1966 : Si tous les deux, Jeunesse matin, musique, interprétation et orchestration pour l’ouverture du Festival de Cannes
- 1968 : arrangements  et enregistrements des deux premiers disques de Pascal Auriat
- 1972 : Symphonie Jérusalem, orchestre des Concert Lamoureux, Direction Michel Ganot : LP Studio SM 30M-425[20]
- 1978 : album Jean-Marie Benjamin (auteur-compositeur-interprète) comprenant sept titres : London taxi, Starlight walk, A sip of champagne, Don't leave me now, Riding through a storm, Yesterday was sunshine, I remember when
- 1979 : musique des chansons de Gérard Lenorman du disque La fête de juillet-juillet, paroles d’Étienne Roda-Gil, édité chez Caroline Melody / Carrère / Justine Melody
- 1982 : musique, arrangements et production de She’s dancin’ on TV, interprète Yann Andersen
- 1984 : musique et production de Acid rain : vidéo-clip pour l’Unicef, interprète Yann Andersen
- 1985 : musique, arrangements et production de Dream your... , interprète Yann Andersen
- 1987 : mix et script de Song for Nadim : vidéo-clip pour l’Unicef, interprète Yann Andersen, production Hans van Hemert, Pays-Bas
- 1992 : Terra amata, musique dédiée à Jean-Paul II pour la Journée mondiale de la jeunesse, interprète Yann Andersen
- 1995 : Ode to the child, hymne officiel de l’Unicef, intégré dans The Family Way: Variations Concertantes Opus 1 de Paul McCartney, Philips
- 2008 : Piano relections (re’fle’ction), album d’artistes divers incluant trois titres composés, joués et interprétés par Jean-Marie Benjamin : Romantic ‘900, Melancholy Ballad, Water Games, Primrose Music
- 2010 : CD Iraq Backstage, musique, paroles, interprétation, Editions Flipper Music, dix titres, dont un d’après une poésie de Bertolt Brecht
- 2017: CD musique du film "Mother's" de Liana Marabini. Octopus top 636
- 2019: CD musiques du film "Nous nous lèverons à l'aube" (Ci alzeremo a all'alba), Editions Flipper Music, Rome.
- 2023: CD "Dossier Wojtyla-The Attempt-. Suite symphonique. Alicus Classic ALC0098
- 2024: CD musique du film "A Gift from God - Michael Jackson-". Editions Nightingale Songs And Lyrics Ltd.

## Musique de films
- 1975 : Les filles de Madame Saint-Claude de Norbert Terry
- 1976 : Le trouble-fesses de Raoul Foulon
- 1996 : Padre Pio- La notte del Profeta de Jean-marie benjamin, Italie
- 1977 : Males hard corps de Norbert Terry et Jean-Étienne Siry
- 1977 : Servante et maîtresse de Bruno Gantillon, France
- 1977 : La Bible, documentaire de Marcel Carné, France
- 1986 : L’intruse de Bruno Gantillon, France
- 1997 : La nuit du Prophète. Padre Pio de Jean-Marie Benjamin
- 2010 : The loneliness & longing of St. Francis of Assisi, de Gerard Thomas Straub, États-Unis
- 2015 : Alpino Riccardo Giusto de Giovanni Cismondi, Italie
- 2017 :  Mothers de Liana Marabini
- 2019 : Ci Alzeremo All'Alba (We'll rise at dawn)

## Réalisation et/ou production de films
- 1995 : La nuit du prophète. Padre Pio (La notte del profeta. Padre Pio da Pietrelcina) : fiction, avec Sergio Fiorentini dans le rôle de Padre Pio
- 1998 : Iraq: Genesi del tempo (Iraq: The birth of time), documentaire diffusé sur la Rai 1
- 1998 : Irak, voyage au royaume interdit, documentaire de 58 min
- 2001 : Iraq: The hidden file (Irak : le dossier caché ; Iraq. Il dossier nascosto), documentaire de 56 min présenté aux parlements italien et britannique
- 2002 : Irak radioactivité (Iraq radioattività), documentaire de 27 min, sélectionné pour les Rencontres internationales du cinéma vérité, 12-14 octobre 2007, Paris et Monaco[21]
- 2011 : Tareq Aziz-The other truth, film documentaire de 65 min, présenté au Silent River Film Festival de Irvine (Los-Angeles) et a reçu le prix du meilleur documentaire 2011 (Oward Best Documentary 2011).
- 2018-2019 : Ci alzeremo all'alba (« Nous nous lèverons à l'aube »).

## Ouvrages littéraires
- 1969 : avec Paul Lesourd, Les mystères du Padre Pio, éditions France-Empire
- 1979 : L'Octobre romain de Jean Paul II  (prix Montyon de l'Académie Française), éditions France-Empire
- 1991 : Le document du moine d'Aïn Karem, Fayard
- 1993 : François d'Assise, écriture et musique d’un opéra théâtral en trois actes, présenté à Moscou en première mondiale au théâtre du Soviet du Klemlin, Moscou
- 1999 : Irak, l'apocalypse, Lausanne, Éditions Favre, 1999
- 1999 : Iraq, l'apocalisse, Bologne, Andromeda Edizioni
- 2002 : Obiettivo Iraq.  Nel mirino di Washington  (Objectif Irak. Dans le viseur de Washington), Editoni Riuniti, 2002
- 2003 : Irak. Ce que Bush ne dit pas, Éditions CLD
- 2002 : avec Tiberio Graziani, Iraq, Trincea d'Eurasia, Edizioni All'Insegna del Veltro, Parma
- 2003 : Irak, avant-poste de l'Eurasie  (trad. de l'italien, avec Tiberio Graziani), Lucan (Irlande)/Paris, Avatar Éditions, coll. Les cahiers de la radicalité, 2003
- 2003 : Peace  (livre de photographies sur la guerre en Irak), Éditions Favre
- 2015 : Irak - L'effet boomerang, éditions Balland[22]
- 2016 : IRAQ-L'effetto boomerang -Da Saddam Hussein allo Stato islamico, Editori Riuniti
- 2023: Dossier Wojtyla-Il complotto, Editore Gruppo Albatros, Roma